# Лурсель, Жак
Жак Лурсель (фр. Jacques Lourcelles; род. 11 января 1940, Париж, Франция) — французский кинокритик, сценарист и историк кинематографа.

## Биография
В молодости принадлежал к группе «мак-магонцев» — синефилам, объединившимся вокруг кинозала «Мак-Магон» в 17-м округе Парижа. В 1960-е годы был главным редактором журнала Présence du cinéma, вместе с аналогичными изданиями Positif и Cahiers du cinéma составлявшего легендарную тройку, задававшую критический тон в золотые годы французской синефилии. В 1965 году выпустил монографию об Отто Преминджере, а после закрытия в 1967 Présence du cinéma работал в Positif.
В качестве сценариста был соавтором сценариев к нескольким фильмам Паскаля Тома. В 2012 участвовал в документальном телесериале «Синефилы нашего времени» (Cinéphiles de notre temps).

## Словарь кино
Основную известность Лурселю принесло издание трёхтомного «Словаря кино», вышедшего в 1992 году, и затем регулярно переиздававшегося. Третий том этого опуса, награждённого литературной премией Люсьена Баррьера, весом в килограмм и объёмом в 1728 страниц, содержащий статьи о 1500 фильмах, заменил для обычных любителей кино Словарь Садуля 1960-х годов (быстро устаревший из-за своей коммунистической направленности) и Словарь Тюлара 1982 года (неточный, академичный и неряшливо сделанный).
По словам автора, он проделал значительный труд, просмотрев в 1983—1992 годах 95 % из 3000 фильмов, упомянутых в книге. Критики признают значительные литературные достоинства произведения, отдельные места которого читаются как роман, и отмечают наличие статей о восточноевропейском, русском и азиатском кинематографе, но указывают на крайнюю субъективность оценок и вкусовщину при отборе фильмов. Поклонник кино 1930-х — 1960-х годов (Золотой век Голливуда и «папино кино» во Франции), считающий более поздний период истории кинематографа эпохой тотального упадка, Лурсель и в своём словаре отдаёт предпочтение фильмам и режиссёрам этого времени, тогда как кинематограф неореализма и послевоенное немецкое кино представлены гораздо хуже.
Характеристики режиссёров 1960-х — 1980-х годов отражают личные предпочтения автора, резко осуждающего кинематограф одних (Пекинпа и Леоне, «погубившие жанр вестерна», «бессильный» Вендерс) и защищающего других (Линч, Кроненберг, Таннер). Наиболее комплиментарная статья посвящена фильму «Зозо» Паскаля Тома, что критики словаря не преминули отметить.
Издатели русского перевода третьего тома Словаря учли эту особенность, выпустив книгу под названием «Авторской энциклопедии фильмов», и, как и французские рецензенты, указав на крайнюю предвзятость суждений.

## Лурсель и Новая волна
Принципиальный противник Новой волны, возлагающий на это движение (и лично на Годара) долю ответственности за приведение мирового кинематографа в состояние упадка, Лурсель либо игнорирует представителей этого направления (Шаброль), либо ограничивается яростными нападками и издевательствами (Годар, Ромер).
Выбрав для характеристики творчества Годара его первый и наиболее известный фильм «На последнем дыхании», Лурсель обвиняет режиссёра в плагиате у американцев («бледная копия американского нуара») и выносит приговор всей Новой волне, разрушившей, по его мнению, и режиссуру, и сценарную, и операторскую работу.

Единственная причина, по которой «На последнем дыхании» ещё достоин упоминания в наши дни, — в том, что он, как веха, отмечает вхождение кинематографа в эру потери своей невинности и природного волшебства.— Lourcelles. «À bout de souffle» (Авторская энциклопедия фильмов. Т. I, с. 3)
К Трюффо он более снисходителен, хотя и считает, что в его знаменитом дебюте — фильме «Катиться по наклонной» нет почти ничего новаторского, а при разборе «Украденных поцелуев» хвалит именно за разрыв с Новой волной и лично с ненавистным автору Годаром.
С Ромером Лурсель пытается свести счёты времён журнального противостояния, выбрав объектом для нападок его фильм «Зелёный луч», и назвав его «одной из худших, если не самой худшей» среди 20 000 картин, из которых он производил отбор.

## Сценарии
- 1974 — Горячий кролик / Le Chaud lapin Паскаля Тома
- 1976 — Акробат / L’Acrobate Жана-Даниеля Полле
- 1977 — Ёжик в кармане / Un oursin dans la poche Паскаля Тома
- 1979 — Доверие за доверие / Confidences pour confidences Паскаля Тома
- 1981 — Те, у кого не вышло / Celles qu’on n’a pas eues Паскаля Тома
- 1999 — Дилетантка / La Dilettante Паскаля Тома

## Комментарии
1. ↑  Хичкок — 24 статьи, Уолш — 22, Форд и Чаплин по 18, Хоукс — 15, и по одной — об Антониони и Фассбиндере
2. ↑  Леоне как режиссёра он ставит значительно ниже Иствуда
3. ↑  Ромер был главным редактором Cahiers du cinéma